# Шоджаи, Масуд
Масу́д Шоджаи́ (перс. مسعود شجاعی سليمانی‎; род. 9 июня 1984, Шираз) — иранский футболист, полузащитник.
В составе сборной Ирана был участником трёх чемпионатов мира: 2006, 2014 и 2018 годов. Также участвовал на четырёх Кубках Азии: 2007, 2011, 2015 и 2019 годов. Провёл в форме главной команды страны 87 матчей, забил 8 голов.

## Клубная карьера
Шоджаи родился в Ширазе, но прожил большую часть своей жизни в Абадане и Тегеране. В профессиональном футболе дебютировал в 2002 году, выступая за команду «Санат Нафт», в которой провёл один сезон, приняв участие в 12 матчах чемпионата. В 2003 году перешёл в другой иранский клуб, «Сайпа». В 2006 году отправился за границу, подписав контракт с «Шарджой» из ОАЭ.
Своей игрой за последнюю команду привлёк внимание представителей тренерского штаба испанского клуба «Осасуна», в состав которого вошёл в 2008 году за € 6 млн. Шоджаи дебютировал в Ла Лиге 31 августа 2008 года, сыграв 32 минуты в домашнем матче против «Вильярреала», игра завершилась ничьей 1:1. В течение первых двух сезонов он почти всегда выходил на замены, а «Осасуне» удалось сохранить место в элите; игрок оставался в клубе и после смены тренера, вместо Хосе Анхеля Сингады пришёл Хосе Антонио Камачо. В конце мая 2011 года футболист продлил контракт с клубом ещё на два сезона. Шоджаи пропустил весь сезон 2011/12 из-за травмы. 25 февраля 2013 года в своём четвёртом матче после выздоровления он забил зрелищный гол и помог «Осасуне» выиграть со счётом 2:0 у «Леванте». Несмотря на хорошее начало сезона, в июне 2013 года Шоджаи был уволен. Вскоре появилась информация о возможном переходе игрока в «Реал Вальядолид», но трансфер так и не состоялся.
3 сентября 2013 года присоединился к клубу Сегунды «Лас-Пальмас», заключив с командой с Канарских островов годичный контракт. Он забил гол в дебютном матче, его команда на выезде со счётом 3:1 обыграла «Сабадель» в кубке Испании. 15 марта 2014 года Шоджаи забил два гола и отдал результативную передачу в первом матче лиги против того же соперника, в итоге его команда выиграла со счётом 5:0.
После чемпионата мира 2014 года Шоджаи отклонил предложение от «Реал Сарагоса» и перешёл в катарский клуб «Аль-Шахания». 22 июля 2016 года он подписал годичный контракт с клубом греческой Суперлиги «Паниониос».
Шоджаи провёл успешный дебютный сезон в греческом клубе, а затем продлил свой контракт до июня 2018 года. Однако 25 декабря 2017 года соглашение было разорвано по обоюдному согласию, три дня спустя он согласился подписать шестимесячную сделку с афинским АЕКом. В своём Instagram он заявил, что будет носить футболку с 24-м номером в честь Хади Норузи, который умер в 2015 году.
2 августа 2018 года Шоджаи присоединился к «Трактор Сази», подписав трёхлетний контракт.. 19 апреля 2019 года он подвергся нападению со стороны болельщика его собственной команды, который выбежал на поле после поражения команды с минимальным счётом от «Пайкана».
В середине сезона 2019/20 после ухода тренера Мустафы Денизли Шоджаи было предложено временно занять должность тренера. Он отказался, вместо этого он был назначен помощником Ахада Шейхлари, а также участвовал в организации тренировочного процесса.
5 октября 2021 года Шоджаи присоединился к «Нассаджи Мазандаран», подписав двухлетний контракт. В новом клубе он снова играл под руководством бывшего тренера «Трактора» Сакета Эльхами. Шоджаи сразу был назначен новым капитаном команды. 27 февраля он сыграл первый тайм в финале Кубка Хазфи 2022 года против «Алюминиум Арак», его команда выиграла с минимальным счётом.

## Выступления за сборную

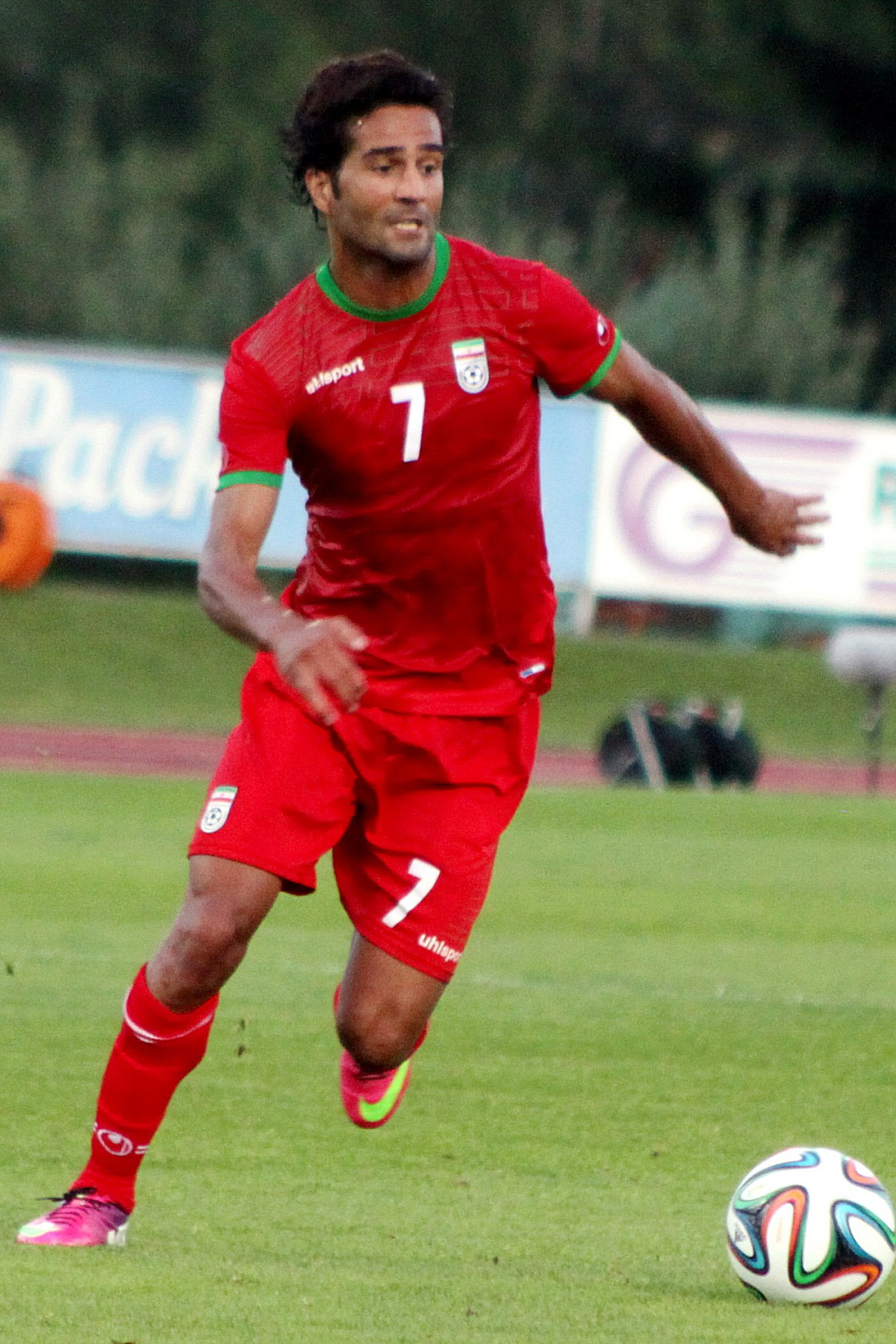
Шоджаи в матче Ирана против Черногории (26 мая 2014)

В 2004 году дебютировал в официальных матчах в составе национальной сборной Ирана. Он был включён в окончательный состав на чемпионат мира 2006, но сыграл только один матч на турнире, заменив травмированного Мохаммада Носрати на первых минутах матча против Анголы, игра завершилась вничью 1:1.
Шоджаи стал более регулярно появляться на поле в квалификации к чемпионату мира 2010, забив в матче против Южной Кореи в последней игре, матч завершился вничью 1:1. Однако команда не вышла на турнир в ЮАР. Ирану всё же удалось квалифицироваться на чемпионат мира 2014 года, Шоджаи был основным игроком в матчах квалификации.
1 июня 2014 года Карлуш Кейруш включил Шоджаи в состав на мундиаль. Он вышел на замену в первом матче розыгрыша с Нигерией, и выходил в стартовом составе на следующие матчи группы против Аргентины и Боснии и Герцеговины.
30 декабря 2014 года Шоджаи был вызван в сборную Ирана на Кубок Азии 2015. Он забил второй гол команды в матче против Бахрейна в Мельбурне, Иран выиграл со счётом 2:0.
В августе 2017 года Федерация футбола Ирана пожизненно отстранила Шоджаи от выступлений за национальную сборную за то, что он сыграл в матче Лиги Европы против израильского клуба «Маккаби» Тель-Авив. Иран запрещает своим спортсменам соревноваться с израильтянами, поскольку не признаёт государство Израиль.
В марте 2018 года Шоджаи вернулся в сборную и принял участие в двух товарищеских матчах. Члены иранского парламента и правительства настаивали на пожизненном запрете выступлений за сборную. Тем не менее он был вызван на финальную часть чемпионата мира 2018 в России в качестве капитана команды. Он стал первым иранским футболистом, который участвовал в трёх чемпионатах мира. Он дебютировал на турнире 15 июня в победном матче группового этапа против Марокко (1:0), но в следующих двух матчах на поле не выходил, а Иран не преодолел барьер группового этапа.
В декабре 2018 года Шоджаи был вызван в состав сборной Ирана на Кубок Азии 2019. Таким образом он стал первым иранцем, принявшим участие в семи международных турнирах.

## Вне футбола
17 июня 2009 года Шоджаи выразил поддержку иранскому «зелёному» движению, в отборочном матче чемпионата мира 2010 года против Южной Кореи он вместе с пятью другими игроками одел зелёный браслет. На матч он также одел зелёную майку, которую рассчитывал продемонстрировать, если забил бы гол.
В интервью Radio Farda Шоджаи рассказал о коррупции в иранском футболе, а также высказался против сексуального насилия детей в декабре 2016 года. Впоследствии его вызвали в Комитет по этике Федерации футбола Ирана.
Будучи ярым сторонником отмены запрета на посещение стадионов для женщин в Иране, Шоджаи выразил своё сожаление, что его мать, сестра и жена не могут увидеть его игру. По сообщениям, он призвал отменить запрет, когда в июле 2017 года встретился с президентом Хасаном Рухани.

## Достижения
АЕК
- Чемпион Греции: 2017/18

«Трактор Сази»
- Обладатель Кубка Хазфи: 2019/20

«Нассаджи Мазандаран»
- Обладатель Кубка Хазфи: 2021/22